# Saint-Vincent-sur-Graon

Saint-Vincent-sur-Graon este o comună în departamentul Vendée, Franța. În 2009 avea o populație de 1,310 de locuitori.